# Луцкое княжество
Луцкое княжество (1157 — 1393 гг.) — русское княжество, выделившееся из Волынского княжества в 1157 году, в период феодальной раздробленности на Руси. Столица — город Луцк, современный областной центр Волынской области Украины, на реке Стырь.

## История
В 1097 году киевский великий князь Святополк Изяславич отдал Луцк в управление Давыду Святославичу, у которого его вскоре отобрал Давыд Игоревич. Луцк прочно входил в состав Волынского княжества, хотя и обзавёлся отдельной династией с 1154 года (потомки Ярослава Изяславича).
Ярослав Изяславич и его сын Ингварь Ярославич кратковременно княжили в Киеве соответственно в 1173-75 и 1201-1203 годах. Ингварь в 1170-х был главой рода Изяславичей волынских, не переходя из Луцка во Владимир-Волынский.
В 1227 году луцкий князь Мстислав Немой завещал свой удел Даниилу Романовичу Галицкому, а после недовольства Ингваревичей им было дано обширное кормление.
В 1323 году Луцкое княжество было захвачено Гедимином, после чего княжество управлялось его младшим сыном, женатым на дочери последнего волынского князя из Романовичей Андрея Юрьевича — Любарта Гедиминовича.
Окончательно ликвидировано Великим княжеством Литовским в 1393 году.

## Правители
| Князь                    | Годы правления |
| ------------------------ | -------------- |
| Ярослав Изяславич        | 1157 — 1180    |
| Ингварь Ярославич        | 1180 — 1220    |
| Мстислав Ярославич Немой | 1220 — 1226    |
| Иван Мстиславич          | 1226 — 1227    |
| Ярослав Ингваревич       | 1227 — 1228    |
| Василько Романович       | 1228 — 1239    |
| Ростислав Михайлович     | 1239 — 1243    |
| Андрей Юрьевич           | 1313 — 1323    |
| Любарт Гедиминович       | 1323 — 1383    |
| Фёдор Любартович         | 1383 — 1387    |